# Guadalupe Tórrez
Guadalupe Tórrez Tórrez (Santa Cruz de la Sierra, Bolivia; 17 de mayo de 2001) es una atleta boliviana que se especializa en carreras de velocidad. Actualmente ostenta el récord nacional en los 100 metros planos. Además de ser atleta de alta competencia, también se especializa para ser nutricionista..Clasificó a sus 23 años a los Juegos Olímpicos Paris de 2024.

## Carrera deportiva
Guadalupe Tórrez obtuvo su primera experiencia en campeonatos internacionales en 2017, en el Campeonato Sudamericano U18 en Santiago de Chile, donde finalizó en 12,52 s en los 100 metros planos y fue eliminada en la primera ronda. En los 200 metros, ocupó el séptimo lugar con un tiempo de 26,28 s. Al año siguiente ganó los Juegos Sudamericanos de Cochabamba con el relevo boliviano de 4 x 100 metros en 46,17 s, donde consiguió la medalla de plata. Luego, en el Campeonato Sudamericano U18 en Cuenca, obtuvo el sexto puesto en los 100 metros con un tiempo de 12,51 s y en los 200 metros con un tiempo de 26,20 s. También logró el cuarto lugar con un tiempo de 49,67 s en el relevo.
En el Campeonato Iberoamericano de Trujillo finalizó los 100 metros con 12,56 s en la ronda preliminar y ganó la medalla de bronce en el relevo con un tiempo de 47,39 s. En 2019, fue eliminada en la ronda preliminar de los 100 y 200 metros en el Campeonato Sudamericano U20 en Cali con tiempos de 12,53 s y 25,65 s, respectivamente. También en los Campeonatos Panamericanos Junior en San José, fue eliminada en la primera ronda con tiempos de 12,44 s y 25,98 s, respectivamente. En los primeros Campeonatos Sudamericanos Indoor de 2020, celebrados en Cochabamba, estableció un nuevo récord nacional en los 200 metros con un tiempo de 25,34 s, logrando así el cuarto lugar. En la carrera de 60 metros, alcanzó el sexto lugar con un tiempo de 7,80 s.
Dos años después, en los Campeonatos Sudamericanos Indoor en el mismo lugar, alcanzó el sexto lugar con un tiempo de 7,66 s. En julio, ocupó el séptimo lugar en los 100 metros en los Juegos Bolivarianos en Valledupar con un tiempo de 12,01 s. Posteriormente, en el Campeonato Sudamericano U23 en Cascavel, logró el quinto lugar en los 200 metros con un tiempo de 24,73 s y no logró clasificar a la final en los 100 metros, con un tiempo de 12,00 s. Poco después, en los Juegos Sudamericanos en Asunción, ocupó el séptimo lugar en los 100 metros con un tiempo de 12,18 s y quedó en quinto lugar en la posta de 4x100 metros con un tiempo de 47,34 s.
En 2023, fue eliminada en la ronda preliminar de los 100 metros en el Campeonato Sudamericano en São Paulo con un tiempo de 14,19 s. También en los Juegos Panamericanos en Santiago de Chile, no logró clasificar a la final de los 100 metros con un tiempo de 12,17 s. Además, en la posta de 4x100 metros, fue eliminada en la ronda preliminar con un tiempo de 45,85 s. Al año siguiente, mejoró el récord nacional indoor de los 60 metros a 7,32 s y ocupó el cuarto lugar en los Campeonatos Sudamericanos Indoor en Cochabamba con un tiempo de 7,41 s. En marzo de 2024, fue eliminada en la primera ronda del Campeonato Mundial Indoor en Glasgow con un tiempo de 7,50 s. En mayo, fue eliminada en la ronda preliminar de los 100 metros en los Campeonatos Iberoamericanos en Cuiabá con un tiempo de 11,74 s y ocupó el quinto lugar en la competencia de relevos con un tiempo de 45,09 s.
En 2020, Torrez se consagró campeona boliviana indoor en los 200 metros. De 2022 a 2024, ganó en los 60 metros indoor. En 2022, también se proclamó campeona nacional al aire libre en los 100 metros.

## Mejores tiempos personales
- 100 metros: 11,57 s (+1,3 m/s), 21 de abril de 2024 en Cochabamba (récord boliviano)
  - 60 metros (interior): 7,32 s, 13 de enero de 2024 en Cochabamba (récord boliviano)
- 200 metros: 24,44 s (−0,7 m/s), 30 de abril de 2023 en Cochabamba
  - 200 metros (interior): 24,74 s, 12 de febrero de 2023 en Cochabamba